# Andrea Mazzantini
Andrea Mazzantini (La Spezia, 11 luglio 1968) è un allenatore di calcio ed ex calciatore italiano, di ruolo portiere.

## Caratteristiche tecniche
Portiere molto dotato sul piano atletico, era in grado di prodursi in interventi acrobatici sfruttando la propria esplosività muscolare, caratteristica che compensava una statura relativamente ridotta. Nel corso della sua carriera è stato elogiato anche per le doti caratteriali.

## Carriera

### Giocatore
Inizia a giocare tra i dilettanti del Canaletto, squadra dell'omonimo quartiere della sua città natale, e nel campionato 1987-1988 passa alla Pro Patria, in Serie C2.
L'anno successivo, in seguito al fallimento della squadra di Busto Arsizio, si trasferisce alla Sarzanese, sempre in quarta serie. Nella stagione 1990-1991 passa al Livorno, di nuovo in C2, ma al termine del campionato anche la società labronica, com'era successo alla Pro Patria, è vittima di un dissesto finanziario. L'anno seguente fa quindi ritorno nella sua città, ingaggiato dallo Spezia, militante in Serie C1. Il primo anno fa da riserva di Luca Mondini mentre nel secondo s'impone titolare, mettendosi in luce e finendo così nelle mire del Venezia di Maurizio Zamparini, che lo ingaggia nell'estate 1993.
In Veneto disputa tre campionati, tutti in Serie B, finché nell'estate 1996 passa all'Inter, in cerca di un dodicesimo di affidamento per Gianluca Pagliuca. Con i nerazzurri fa il suo esordio in Serie A il 15 maggio 1997, subentrando nei minuti finali della vittoriosa sfida interna contro la Reggiana. Nei tre anni e mezzo trascorsi a Milano partecipa da comprimario alla vittoria della Coppa UEFA 1997-1998 e si fa apprezzare per l'impegno settimanale sempre profuso in allenamento, pur conscio di andare incontro a pressoché nulle possibilità d'impiego, essendo chiuso nel ruolo dall'inamovibile Pagliuca.
Nel gennaio 1999 passa al Perugia di Luciano Gaucci, reduce da una prima parte di campionato in cui non ha trovato soluzione il dualismo Pagotto-Roccati tra i pali: ben presto il neoacquisto si prende le chiavi della porta, contribuendo con ottime prestazioni alla permanenza degli umbri in Serie A. Rimane a Perugia per il successivo quadriennio, assurgendo tra i protagonisti di questo ciclo biancorosso in massima categoria e a posteriori tra i migliori estremi difensori nella storia dei Grifoni.
Il legame con il Perugia s'interrompe nel 2002 per dissidi con il tecnico Serse Cosmi, sicché nell'estate 2002 firma per il Siena, in serie cadetta. Pochi giorni prima di aggregarsi al ritiro precampionato, tuttavia, è vittima di un incidente stradale che gli causa delle gravi lesioni al braccio destro: la situazione non migliora nei mesi seguenti, tanto che in dicembre il club toscano rescinde il contratto col portiere, decisione che de facto lo costringe al ritiro dall'attività agonistica.

### Dopo il ritiro
Dopo il ritiro dal calcio giocato è andato a ricoprire la mansione di preparatore dei portieri per l'Ancona. Fino al giugno 2012 ha allenato i portieri nella Junior Jesina, squadra di Jesi che rientra nel progetto di scuola calcio di Roberto Mancini. Nella stagione 2012-2013 è stato preparatore degli estremi difensori del Milazzo. Con lo stesso ruolo, nella seconda metà della stagione 2017-2018 è tornato brevemente al Perugia. Dal luglio 2021 entra nello staff della Triestina, mentre dal giugno 2022 è tra i collaboratori dell'allenatore ed ex compagno di squadra Cristian Bucchi nello staff tecnico dell'Ascoli.
Al di fuori dell'attività tecnica, rimasto legato all'ambiente perugino, a cavallo degli anni 2010 e 2020 è stato opinionista sportivo per Umbria TV.

## Palmarès
- Coppa UEFA: 1

Inter: 1997-1998